# بطولة الأمم الست
بطولة الأمم الست أهم مسابقة دولية لرياضة الرغبي وبالتحديد اتحاد الرغبي وتقام سنويا. تقام بين فرق إنجلترا، وفرنسا، وأيرلندا، وإيطاليا، وإسكتلندا وويلز. حامل اللقب الحالي هو إنجلترا الفائز ببطولة 2020.
بطولة الأمم الست هي خليفة بطولة الأمم المتحدة التي لعبت بين فرق من إنجلترا وأيرلندا واسكتلندا وويلز، والتي كانت أول بطولة دولية لاتحاد الرجبي. ومع إضافة فرنسا أصبحت بطولة الأمم الخمس (1910-1931 و1947-1999)، والتي أصبحت بطولة الأمم الست مع إضافة إيطاليا.
تمتلك إنجلترا الرقم القياسي للفوز الصريح بـ 29 مرة، منذ أن بدأت حقبة الأمم الست في عام 2000 فشلت إيطاليا واسكتلندا فقط في الفوز بلقب الأمم الست.
بدأت البطولة النسائية بطولة الأمم الرئيسية للسيدات في موسم 1996 .

## التاريخ والتوسع
تم لعب البطولة لأول مرة في عام 1883 باعتبارها بطولة الأمم المتحدة بين أربع دول - إنجلترا، أيرلندا، اسكتلندا، وويلز. ومع ذلك تم استبعاد إنجلترا من بطولات 1888 و1889 بسبب رفضها الانضمام إلى مجلس الرجبي الدولي لكرة القدم، ثم أصبحت البطولة بطولة الأمم الخمس عام 1910 مع إضافة فرنسا.وتم توسيع البطولة في عام 2000 لتصبح بطولة الأمم الست مع إضافة إيطاليا.
بعد النجاح النسبي لدول المستوى 2 في كأس العالم للرجبي 2015 كانت هناك دعوات من قبل أوكتافيان موراريو رئيس لعبة الرجبي أوروبا للسماح لجورجيا ورومانيا بالانضمام إلى الأمم الست بسبب نجاحهما المستمر في كأس الأمم الأوروبية وقدرتهما للمنافسة في كأس العالم للرجبي.

## الشكل

مواقع مشاركي الدول الست

تبدأ البطولة في عطلة نهاية الأسبوع الأولى من شهر فبراير وتتوج بالسبت الكبير يوم السبت الثاني أو الثالث من شهر مارس، شكل البطولة بسيط حيث يلعب كل فريق مع الفريق الآخر مرة واحدة (مما يجعل إجمالي 15 مباراة) مع ميزة الأرض على أرض الملعب بالتناوب من عام إلى آخر، وقبل بطولة 2017 كان يتم منح نقطتين للفوز ونقطة واحدة للتعادل ولا شيء للخسارة، على عكس العديد من مسابقات اتحاد الرجبي الأخرى ولم يتم استخدام نظام نقاط المكافأة من قبل.
في 30 نوفمبر 2016 أعلنت لجنة الأمم الست أنه سيتم تجربة نظام نقاط المكافأة في بطولة 2017، وهو نظام مشابه للنظام المستخدم في معظم بطولات الرجبي (0 نقطة للخسارة، 2 في التعادل، 4 للفوز، 1 لتسجيل أربع محاولات أو أكثر في المباراة، و1 للخسارة بسبع نقاط أو أقل) مع الاختلاف الوحيد هو أن الفائز بالبطولات الأربع الكبرى سيحصل على 3 نقاط إضافية لضمان احتلاله قمة الجدول.
قبل 1994 تقاسمت الفرق المتساوية في نقاط المباراة البطولة، ومنذ ذلك الحين تم قطع العلاقات من خلال النظر في فارق النقاط (مجموع النقاط المسجلة مطروحًا منه مجموع النقاط المستهلكة) للفرق، حيث تنص قواعد البطولة كذلك على أنه إذا تعادلت الفرق على كل من نقاط المباراة وفرق النقاط، فإن الفريق الذي سجل أكبر عدد من المحاولات يفوز بالبطولة. إذا كان هذا القرار تعادلاً فإن الفرق المتعادلة ستشترك في البطولة،  لكن حتى الآن كانت نقاط المباراة وفرق النقاط كافية لتحديد البطولة.
الفريق الذي ينتهي في أسفل جدول الدوري يفوز بالملعقة الخشبية على الرغم من عدم منحه الكأس الفعلية للفريق، والفريق الذي خسر جميع المباريات الخمس يتم تبييضه، ومنذ بطولة الأمم الست الافتتاحية في عام 2000، تجنبت إنجلترا وأيرلندا جائزة الملعقة الخشبية. وتعد إيطاليا صاحبة أكبر عدد من جوائز الملعقة الخشبية في عصر الدول الست بـ 15 جائزة، وتم تبييضها 11 مرة. ومع ذلك فقد تراكمت لدى كل دولة من الدول الخمس الأخرى أكثر من ذلك من خلال التنافس في العصور السابقة.
|             | ثلاث مباريات على أرضه                         | ثلاث مباريات على أرضه                        | ثلاث مباريات على أرضه                        | مباراتان على أرضه              | مباراتان على أرضه                  | مباراتان على أرضه                |
| ----------- | --------------------------------------------- | -------------------------------------------- | -------------------------------------------- | ------------------------------ | ---------------------------------- | -------------------------------- |
| حتى سنوات   | فرنسا - ضد إنجلترا - ضد أيرلندا - ضد إيطاليا  | أيرلندا - ضد إيطاليا - ضد اسكتلندا - ضد ويلز | ويلز - ضد فرنسا - ضد إيطاليا - ضد اسكتلندا   | إنجلترا - ضد أيرلندا - ضد ويلز | إيطاليا - ضد إنجلترا - ضد اسكتلندا | إسكتلندا - ضد إنجلترا - ضد فرنسا |
| سنوات غريبة | إنجلترا - ضد فرنسا - ضد إيطاليا - ضد اسكتلندا | إيطاليا - ضد فرنسا - ضد أيرلندا - ضد ويلز    | إسكتلندا - ضد أيرلندا - ضد إيطاليا - ضد ويلز | فرنسا - ضد اسكتلندا - ضد ويلز  | أيرلندا - ضد إنجلترا - ضد فرنسا    | ويلز - ضد إنجلترا - ضد أيرلندا   |

## الجوائز

### كأس البطولة

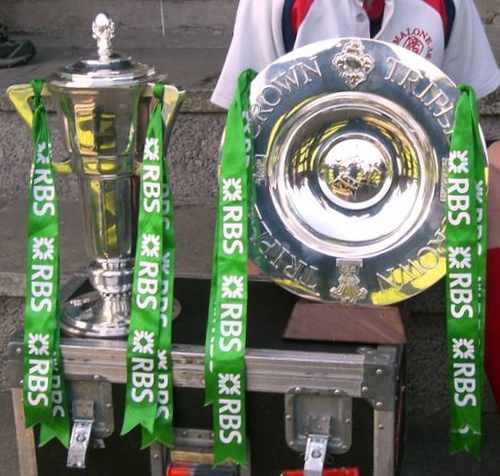
كأس بطولة الأمم الست الأصلية (1993-2014) وكأس التاج الثلاثي

يتم يكريم الفائزين في بطولة الأمم الست بكأس البطولة،  الذي تم تصميمه من قبل إيرل ويستمورلاند، وتم تقديمه لأول مرة لفرنسا الفائزة في بطولة 1993، وهو مصنوع من الفضة الإسترلينية وصنعها فريق من ثمانية صائغي فضة من شركة ويليام كومينز في لندن.
له 15 لوح جانبي يمثلون أعضاء الفريق الخمسة عشر وثلاثة مقابض لتمثيل المسؤولين الثلاثة (الحكم واثنين من قضاة اللمس)، تبلغ سعة الكأس 3.75 لتر تكفي لخمس زجاجات من الشمبانيا، يوجد داخل قاعدة الماهوجني درج مخفي يحتوي على ستة تيجان بديلة كل منها نسخة فضية من أحد شعارات الفريق والتي يمكن تثبيتها على الغطاء القابل للفك.
تم تقديم كأس جديد لبطولة 2015. تم تصميم الكأس الجديد وصنعه بواسطة صاغة الفضة توماس لايت ليحل محل نسخة 1993، التي تم إيقافها لأنها مثلت الدول التي شاركت في بطولة الأمم الخمس. كانت أيرلندا آخر فريق يفوز باللقب القديم، وبالصدفة أول فريق يفوز باللقب الجديد.

### جراند سلام وتريبل كراون
الفريق الذي يفوز بجميع مبارياته يفوز بـ «جراند سلام».
لا يجوز الفوز بلقب التاج الثلاثي إلا من قبل واحدة من أمم إنجلترا أو أيرلندا أو اسكتلندا أو ويلز، وعندما تفوز دولة واحدة في جميع مبارياتها الثلاث ضد الآخرين. ويعود تاريخ التاج الثلاثي إلى بطولة الأمم الرئيسية الأصلية ولكن تم منح كأس التاج الثلاثي المادي فقط منذ عام 2006 عندما كلف البنك الملكي الإسكتلندي (الراعي الرئيسي للمسابقة) شركة هاميلتون آند إنش بتصميم وإنشاء كأس تاج ثلاثية مخصصة، ومنذ ذلك الحين فازت بها أيرلندا أربع مرات وإنجلترا أربع مرات وويلز وثلاث مرات.

### جوائز التنافس
تقام العديد من المسابقات الفردية تحت مظلة البطولة، كما يتم منح بعض هذه الجوائز لمباريات أخرى بين الفريقين خارج بطولة الأمم الست.
| الكأس                 | الفرق             | منذ  | ملاحظات |
| --------------------- | ----------------- | ---- | --- |
| كأس كلكتا             | إنجلترا واسكتلندا | 1879 | مصنوعة من روبية هندية ذائبة تبرع بها نادي كلكتا.                                                                    |
| كأس الألفية           | إنجلترا وايرلندا  | 1988 | تم تقديمها للاحتفال بألفية دبلن في عام 1988.                                                                        |
| الذكرى المئوية Quaich | ايرلندا واسكتلندا | 1989 | |
| كأس جوزيبي غاريبالدي  | فرنسا وايطاليا    | 2007 | في الذكرى المئوية الثانية لتأسيس جوزيبي غاريبالدي، زعيم توحيد إيطاليا والمتطوع في الجيش الجمهوري الفرنسي ضد بروسيا. |
| كأس تحالف أولد        | فرنسا واسكتلندا   | 2018 | في ذكرى قتلى الحرب من مجتمعات الرغبي في اسكتلندا وفرنسا.                                                            |
| كأس دودي وير          | ويلز واسكتلندا    | 2018 | تقديراً لدودي وير الذي أسس مؤسسة My Name'5 Doddie التي تدعم وتساعد البحث في مرض الخلايا العصبية الحركية.             |

## الأماكن
اعتبارًا من مسابقة 2021 تقام مباريات الأمم الست في الملاعب التالية:
| الفريق   | الملعب           | السعة  |
| -------- | ---------------- | ------ |
| إنكلترا  | ملعب تويكنهام    | 82000  |
| فرنسا    | استاد فرنسا      | 81338  |
| ويلز     | استاد الإمارة    | 74500  |
| إيطاليا  | الاستاد الأولمبي | 72,698 |
| اسكتلندا | ملعب مورايفيلد   | 67144  |
| أيرلندا  | ملعب أفيفا       | 51700  |

أنهى افتتاح ملعب أفيفا في مايو 2010 الترتيب مع الاتحاد الغالي لألعاب القوى (GAA) الذي سمح للاتحاد الأيرلندي للرجبي لكرة القدم باستخدام ملعب GAA الرئيسي، كروك بارك، في مبارياته الدولية، وكان هذا الترتيب ضروريًا بعد إغلاق وهدم ملعب لانسداون رود عام 2007 وبناء ملعب أفيفا على موقعه.
في عام 2012 نقلت إيطاليا مبارياتها على أرضها من استاد فلامينيو الذي يتسع لـ 32 ألف مقعد إلى ستاد أوليمبيكو في روما أيضًا بسعة 72 ألف متفرج.
كان الاتحاد الفرنسي للرجبي (FFR) قد خطط لبناء ملعب جديد خاص به يتسع لـ 82000 مقعد في الضواحي الجنوبية لباريس،  وبسبب الإحباط من إيجارهم لاستاد فرنسا. ومع ذلك تم إلغاء المشروع في ديسمبر 2016. وقد لعبت فرنسا مباراتها 2018 ضد إيطاليا في ستاد فيلودروم في مرسيليا.
في عام 2020، عبت ويلز مباراتها الأخيرة في Parc y Scarlets في Llanelli بسبب استخدام ملعب Millenium كمستشفى Dragon's Heart ردًا على وباء COVID-19.

## النتائج

### شاملة
|                                   | إنجلترا | فرنسا  | أيرلندا | إيطاليا | إسكتلندا | ويلز    |
| --------------------------------- | ------- | ------ | ------- | ------- | -------- | ------- |
| البطولات                          | 124     | 91     | 126     | 21      | 126      | 126     |
| انتصارات مباشرة (انتصارات مشتركة) |         |        |         |         |          |         |
| الأمم الرئيسية                    | 5 (4)   | —      | 4 (4)   | —       | 10 (3)   | 7 (4)   |
| الأمم الخمس                       | 17 (6)  | 12 (8) | 6 (5)   | —       | 5 (6)    | 15 (8)  |
| الأمم الست                        | 7       | 5      | 4       | 0       | 0        | 5       |
| إجمالي                            | 29 (10) | 17 (8) | 14 (9)  | 0 (0)   | 15 (9)   | 27 (12) |
| جراند سلام                        |         |        |         |         |          |         |
| الأمم الرئيسية                    | 0       | —      | 0       | —       | 0        | 2       |
| الأمم الخمس                       | 11      | 6      | 1       | —       | 3        | 6       |
| الأمم الست                        | 2       | 3      | 2       | 0       | 0        | 4       |
| إجمالي                            | 13      | 9      | 3       | 0       | 3        | 12      |
| تاج ثلاثي                         |         |        |         |         |          |         |
| الأمم الرئيسية                    | 5       | —      | 2       | —       | 7        | 6       |
| الأمم الخمس                       | 16      | —      | 4       | —       | 3        | 11      |
| الأمم الست                        | 5       | —      | 5       | —       | 0        | 4       |
| إجمالي                            | 26      | —      | 11      | —       | 10       | 21      |
| ملعقة خشبية                       |         |        |         |         |          |         |
| الأمم الرئيسية                    | 11      | —      | 15      | —       | 8        | 8       |
| الأمم الخمس                       | 14      | 17     | 21      | —       | 21       | 12      |
| الأمم الست                        | 0       | 1      | 0       | 15      | 4        | 1       |
| إجمالي                            | 25      | 18     | 36      | 15      | 33       | 21      |

### الأمم الرئيسية (1883–1909)
| السنة | الأبطال                  | جراند سلام | تاج ثلاثي        | كأس كلكتا        |
| ----- | ------------------------ | ---------- | ---------------- | ---------------- |
| 1883  | إنجلترا                  | غير متنازع | إنجلترا          | إنجلترا          |
| 1884  | إنجلترا                  | غير متنازع | إنجلترا          | إنجلترا          |
| 1885  | غير مكتمل                | غير متنازع | غير مكتمل        | غير مكتمل        |
| 1886  | إنجلترا و إسكتلندا       | غير متنازع | –                | –                |
| 1887  | إسكتلندا                 | غير متنازع | –                | –                |
| 1888  | أيرلندا, إسكتلندا و ويلز | غير متنازع | لم تشارك إنجلترا | لم تشارك إنجلترا |
| 1889  | إسكتلندا                 | غير متنازع | لم تشارك إنجلترا | لم تشارك إنجلترا |
| 1890  | إنجلترا و إسكتلندا       | غير متنازع | –                | إنجلترا          |
| 1891  | إسكتلندا                 | غير متنازع | إسكتلندا         | إسكتلندا         |
| 1892  | إنجلترا                  | غير متنازع | إنجلترا          | إنجلترا          |
| 1893  | ويلز                     | غير متنازع | ويلز             | إسكتلندا         |
| 1894  | أيرلندا                  | غير متنازع | أيرلندا          | إسكتلندا         |
| 1895  | إسكتلندا                 | غير متنازع | إسكتلندا         | إسكتلندا         |
| 1896  | أيرلندا                  | غير متنازع | –                | إسكتلندا         |
| 1897  | غير مكتمل                | غير متنازع | غير مكتمل        | إنجلترا          |
| 1898  | غير مكتمل                | غير متنازع | غير مكتمل        | –                |
| 1899  | أيرلندا                  | غير متنازع | أيرلندا          | إسكتلندا         |
| 1900  | ويلز                     | غير متنازع | ويلز             | –                |
| 1901  | إسكتلندا                 | غير متنازع | إسكتلندا         | إسكتلندا         |
| 1902  | ويلز                     | غير متنازع | ويلز             | إنجلترا          |
| 1903  | إسكتلندا                 | غير متنازع | إسكتلندا         | إسكتلندا         |
| 1904  | إسكتلندا                 | غير متنازع | –                | إسكتلندا         |
| 1905  | ويلز                     | غير متنازع | ويلز             | إسكتلندا         |
| 1906  | أيرلندا و ويلز           | غير متنازع | –                | إنجلترا          |
| 1907  | إسكتلندا                 | غير متنازع | إسكتلندا         | إسكتلندا         |
| 1908  | ويلز                     | ويلز       | ويلز             | إسكتلندا         |
| 1909  | ويلز                     | ويلز       | ويلز             | إسكتلندا         |

### الأمم الخمس (1910-1931)
| السنة   | الأبطال                            | جراند سلام                         | تاج ثلاثي                          | كأس كلكتا                          |
| ------- | ---------------------------------- | ---------------------------------- | ---------------------------------- | ---------------------------------- |
| 1910    | إنجلترا                            | –                                  | –                                  | إنجلترا                            |
| 1911    | ويلز                               | ويلز                               | ويلز                               | إنجلترا                            |
| 1912    | أيرلندا و إنجلترا                  | –                                  | –                                  | إسكتلندا                           |
| 1913    | إنجلترا                            | إنجلترا                            | إنجلترا                            | إنجلترا                            |
| 1914    | إنجلترا                            | إنجلترا                            | إنجلترا                            | إنجلترا                            |
| 1915–19 | لم تعقد بسبب الحرب العالمية الأولى | لم تعقد بسبب الحرب العالمية الأولى | لم تعقد بسبب الحرب العالمية الأولى | لم تعقد بسبب الحرب العالمية الأولى |
| 1920    | إسكتلندا, ويلز و إنجلترا           | –                                  | –                                  | إنجلترا                            |
| 1921    | إنجلترا                            | إنجلترا                            | إنجلترا                            | إنجلترا                            |
| 1922    | ويلز                               | –                                  | –                                  | إنجلترا                            |
| 1923    | إنجلترا                            | إنجلترا                            | إنجلترا                            | إنجلترا                            |
| 1924    | إنجلترا                            | إنجلترا                            | إنجلترا                            | إنجلترا                            |
| 1925    | إسكتلندا                           | إسكتلندا                           | إسكتلندا                           | إسكتلندا                           |
| 1926    | أيرلندا و إسكتلندا                 | –                                  | –                                  | إسكتلندا                           |
| 1927    | أيرلندا و إسكتلندا                 | –                                  | –                                  | إسكتلندا                           |
| 1928    | إنجلترا                            | إنجلترا                            | إنجلترا                            | إنجلترا                            |
| 1929    | إسكتلندا                           | –                                  | –                                  | إسكتلندا                           |
| 1930    | إنجلترا                            | –                                  | –                                  | –                                  |
| 1931    | ويلز                               | –                                  | –                                  | إسكتلندا                           |

### الأمم الرئيسية (1932-1939)
| عام  | ابطال                    | جراند سلام | التاج الثلاثي | كأس كلكتا |
| ---- | ------------------------ | ---------- | ------------- | --------- |
| 1932 | إنجلترا ، أيرلندا و ويلز | -          | -             | إنجلترا   |
| 1933 | إسكتلندا                 | -          | إسكتلندا      | إسكتلندا  |
| 1934 | إنجلترا                  | -          | إنجلترا       | إنجلترا   |
| 1935 | أيرلندا                  | -          | -             | إسكتلندا  |
| 1936 | ويلز                     | -          | -             | إنجلترا   |
| 1937 | إنجلترا                  | -          | إنجلترا       | إنجلترا   |
| 1938 | إسكتلندا                 | -          | إسكتلندا      | إسكتلندا  |
| 1939 | إنجلترا ، أيرلندا ، ويلز | -          | -             | إنجلترا   |

### الأمم الخمس (1940-1999)
| السنة   | الأبطال                                   | جراند سلام                          | تاج ثلاثي                           | كأس كلكتا                           | كأس الألفية | الذكرى المئوية Quaich |
| ------- | ----------------------------------------- | ----------------------------------- | ----------------------------------- | ----------------------------------- | ----------- | --------------------- |
| 1940–46 | لم تعقد بسبب الحرب العالمية الثانية       | لم تعقد بسبب الحرب العالمية الثانية | لم تعقد بسبب الحرب العالمية الثانية | لم تعقد بسبب الحرب العالمية الثانية | غير متنازع  | غير متنازع            |
| 1947    | إنجلترا و ويلز                            | –                                   | –                                   | إنجلترا                             | غير متنازع  | غير متنازع            |
| 1948    | أيرلندا                                   | أيرلندا                             | أيرلندا                             | إسكتلندا                            | غير متنازع  | غير متنازع            |
| 1949    | أيرلندا                                   | –                                   | أيرلندا                             | إنجلترا                             | غير متنازع  | غير متنازع            |
| 1950    | ويلز                                      | ويلز                                | ويلز                                | إسكتلندا                            | غير متنازع  | غير متنازع            |
| 1951    | أيرلندا                                   | –                                   | –                                   | إنجلترا                             | غير متنازع  | غير متنازع            |
| 1952    | ويلز                                      | ويلز                                | ويلز                                | إنجلترا                             | غير متنازع  | غير متنازع            |
| 1953    | إنجلترا                                   | –                                   | –                                   | إنجلترا                             | غير متنازع  | غير متنازع            |
| 1954    | إنجلترا, فرنسا و ويلز                     |                                     | إنجلترا                             | إنجلترا                             | غير متنازع  | غير متنازع            |
| 1955    | فرنسا و ويلز                              | –                                   | –                                   | إنجلترا                             | غير متنازع  | غير متنازع            |
| 1956    | ويلز                                      | –                                   | –                                   | إنجلترا                             | غير متنازع  | غير متنازع            |
| 1957    | إنجلترا                                   | إنجلترا                             | إنجلترا                             | إنجلترا                             | غير متنازع  | غير متنازع            |
| 1958    | إنجلترا                                   | –                                   | –                                   | –                                   | غير متنازع  | غير متنازع            |
| 1959    | فرنسا                                     | –                                   | –                                   | –                                   | غير متنازع  | غير متنازع            |
| 1960    | إنجلترا و فرنسا                           | –                                   | إنجلترا                             | إنجلترا                             | غير متنازع  | غير متنازع            |
| 1961    | فرنسا                                     | –                                   | –                                   | إنجلترا                             | غير متنازع  | غير متنازع            |
| 1962    | فرنسا                                     | –                                   | –                                   | –                                   | غير متنازع  | غير متنازع            |
| 1963    | إنجلترا                                   | –                                   | –                                   | إنجلترا                             | غير متنازع  | غير متنازع            |
| 1964    | إسكتلندا و ويلز                           | –                                   | –                                   | إسكتلندا                            | غير متنازع  | غير متنازع            |
| 1965    | ويلز                                      | –                                   | ويلز                                | –                                   | غير متنازع  | غير متنازع            |
| 1966    | ويلز                                      | –                                   | –                                   | إسكتلندا                            | غير متنازع  | غير متنازع            |
| 1967    | فرنسا                                     | –                                   | –                                   | إنجلترا                             | غير متنازع  | غير متنازع            |
| 1968    | فرنسا                                     | فرنسا                               | –                                   | إنجلترا                             | غير متنازع  | غير متنازع            |
| 1969    | ويلز                                      | –                                   | ويلز                                | إنجلترا                             | غير متنازع  | غير متنازع            |
| 1970    | فرنسا و ويلز                              | –                                   | –                                   | إسكتلندا                            | غير متنازع  | غير متنازع            |
| 1971    | ويلز                                      | ويلز                                | ويلز                                | إسكتلندا                            | غير متنازع  | غير متنازع            |
| 1972    | غير مكتمل                                 | غير مكتمل                           | غير مكتمل                           | إسكتلندا                            | غير متنازع  | غير متنازع            |
| 1973    | إنجلترا, فرنسا, أيرلندا, · إسكتلندا, ويلز | –                                   | –                                   | إنجلترا                             | غير متنازع  | غير متنازع            |
| 1974    | أيرلندا                                   | –                                   | –                                   | إسكتلندا                            | غير متنازع  | غير متنازع            |
| 1975    | ويلز                                      | –                                   | –                                   | إنجلترا                             | غير متنازع  | غير متنازع            |
| 1976    | ويلز                                      | ويلز                                | ويلز                                | إسكتلندا                            | غير متنازع  | غير متنازع            |
| 1977    | فرنسا                                     | فرنسا                               | ويلز                                | إنجلترا                             | غير متنازع  | غير متنازع            |
| 1978    | ويلز                                      | ويلز                                | ويلز                                | إنجلترا                             | غير متنازع  | غير متنازع            |
| 1979    | ويلز                                      | –                                   | ويلز                                | –                                   | غير متنازع  | غير متنازع            |
| 1980    | إنجلترا                                   | إنجلترا                             | إنجلترا                             | إنجلترا                             | غير متنازع  | غير متنازع            |
| 1981    | فرنسا                                     | فرنسا                               | –                                   | إنجلترا                             | غير متنازع  | غير متنازع            |
| 1982    | أيرلندا                                   | –                                   | أيرلندا                             | –                                   | غير متنازع  | غير متنازع            |
| 1983    | فرنسا و أيرلندا                           | –                                   | –                                   | إسكتلندا                            | غير متنازع  | غير متنازع            |
| 1984    | إسكتلندا                                  | إسكتلندا                            | إسكتلندا                            | إسكتلندا                            | غير متنازع  | غير متنازع            |
| 1985    | أيرلندا                                   | –                                   | أيرلندا                             | إنجلترا                             | غير متنازع  | غير متنازع            |
| 1986    | فرنسا و إسكتلندا                          | –                                   | –                                   | إسكتلندا                            | غير متنازع  | غير متنازع            |
| 1987    | فرنسا                                     | فرنسا                               | –                                   | إنجلترا                             | غير متنازع  | غير متنازع            |
| 1988    | فرنسا و ويلز                              | –                                   | ويلز                                | إنجلترا                             | غير متنازع  | غير متنازع            |
| 1989    | فرنسا                                     | –                                   | –                                   | –                                   | إنجلترا     | إسكتلندا              |
| 1990    | إسكتلندا                                  | إسكتلندا                            | إسكتلندا                            | إسكتلندا                            | إنجلترا     | إسكتلندا              |
| 1991    | إنجلترا                                   | إنجلترا                             | إنجلترا                             | إنجلترا                             | إنجلترا     | إسكتلندا              |
| 1992    | إنجلترا                                   | إنجلترا                             | إنجلترا                             | إنجلترا                             | إنجلترا     | إسكتلندا              |
| 1993    | فرنسا                                     | –                                   | –                                   | إنجلترا                             | أيرلندا     | إسكتلندا              |
| 1994    | ويلز                                      | –                                   | –                                   | إنجلترا                             | أيرلندا     | –                     |
| 1995    | إنجلترا                                   | إنجلترا                             | إنجلترا                             | إنجلترا                             | إنجلترا     | إسكتلندا              |
| 1996    | إنجلترا                                   | –                                   | إنجلترا                             | إنجلترا                             | إنجلترا     | إسكتلندا              |
| 1997    | فرنسا                                     | فرنسا                               | إنجلترا                             | إنجلترا                             | إنجلترا     | إسكتلندا              |
| 1998    | فرنسا                                     | فرنسا                               | إنجلترا                             | إنجلترا                             | إنجلترا     | إسكتلندا              |
| 1999    | إسكتلندا                                  | –                                   | –                                   | إنجلترا                             | إنجلترا     | إسكتلندا              |

### الأمم الست (2000 إلى الوقت الحاضر)
| السنة | الأبطال | جراند سلام | تاج ثلاثي | كأس كلكتا | كأس الألفية | مئوية Quaich | كأس جوزيبي غاريبالدي | كأس اولد ألاينس | كأس دودي وير | ملعقة خشبية |
| ----- | ------- | ---------- | --------- | --------- | ----------- | ------------ | -------------------- | --------------- | ------------ | ----------- |
| 2000  | إنجلترا | –          | –         | إسكتلندا  | إنجلترا     | أيرلندا      | غير متنازع           | غير متنازع      | غير متنازع   | إيطاليا     |
| 2001  | إنجلترا | –          | –         | إنجلترا   | أيرلندا     | إسكتلندا     | غير متنازع           | غير متنازع      | غير متنازع   | إيطاليا     |
| 2002  | فرنسا   | فرنسا      | إنجلترا   | إنجلترا   | إنجلترا     | أيرلندا      | غير متنازع           | غير متنازع      | غير متنازع   | إيطاليا     |
| 2003  | إنجلترا | إنجلترا    | إنجلترا   | إنجلترا   | إنجلترا     | أيرلندا      | غير متنازع           | غير متنازع      | غير متنازع   | ويلز        |
| 2004  | فرنسا   | فرنسا      | أيرلندا   | إنجلترا   | أيرلندا     | أيرلندا      | غير متنازع           | غير متنازع      | غير متنازع   | إسكتلندا    |
| 2005  | ويلز    | ويلز       | ويلز      | إنجلترا   | أيرلندا     | أيرلندا      | غير متنازع           | غير متنازع      | غير متنازع   | إيطاليا     |
| 2006  | فرنسا   | –          | أيرلندا   | إسكتلندا  | أيرلندا     | أيرلندا      | غير متنازع           | غير متنازع      | غير متنازع   | إيطاليا     |
| 2007  | فرنسا   | –          | أيرلندا   | إنجلترا   | أيرلندا     | أيرلندا      | فرنسا                | غير متنازع      | غير متنازع   | إسكتلندا    |
| 2008  | ويلز    | ويلز       | ويلز      | إسكتلندا  | إنجلترا     | أيرلندا      | فرنسا                | غير متنازع      | غير متنازع   | إيطاليا     |
| 2009  | أيرلندا | أيرلندا    | أيرلندا   | إنجلترا   | أيرلندا     | أيرلندا      | فرنسا                | غير متنازع      | غير متنازع   | إيطاليا     |
| 2010  | فرنسا   | فرنسا      | –         | –         | أيرلندا     | إسكتلندا     | فرنسا                | غير متنازع      | غير متنازع   | إيطاليا     |
| 2011  | إنجلترا | –          | –         | إنجلترا   | أيرلندا     | أيرلندا      | إيطاليا              | غير متنازع      | غير متنازع   | إيطاليا     |
| 2012  | ويلز    | ويلز       | ويلز      | إنجلترا   | إنجلترا     | أيرلندا      | فرنسا                | غير متنازع      | غير متنازع   | إسكتلندا    |
| 2013  | ويلز    | –          | –         | إنجلترا   | إنجلترا     | إسكتلندا     | إيطاليا              | غير متنازع      | غير متنازع   | فرنسا       |
| 2014  | أيرلندا | –          | إنجلترا   | إنجلترا   | إنجلترا     | أيرلندا      | فرنسا                | غير متنازع      | غير متنازع   | إيطاليا     |
| 2015  | أيرلندا | –          | –         | إنجلترا   | أيرلندا     | أيرلندا      | فرنسا                | غير متنازع      | غير متنازع   | إسكتلندا    |
| 2016  | إنجلترا | إنجلترا    | إنجلترا   | إنجلترا   | إنجلترا     | أيرلندا      | فرنسا                | غير متنازع      | غير متنازع   | إيطاليا     |
| 2017  | إنجلترا | –          | –         | إنجلترا   | أيرلندا     | إسكتلندا     | فرنسا                | غير متنازع      | غير متنازع   | إيطاليا     |
| 2018  | أيرلندا | أيرلندا    | أيرلندا   | إسكتلندا  | أيرلندا     | أيرلندا      | فرنسا                | إسكتلندا        | غير متنازع   | إيطاليا     |
| 2019  | ويلز    | ويلز       | ويلز      | –         | إنجلترا     | أيرلندا      | فرنسا                | فرنسا           | ويلز         | إيطاليا     |
| 2020  | إنجلترا | –          | إنجلترا   | إنجلترا   | إنجلترا     | أيرلندا      | فرنسا                | إسكتلندا        | إسكتلندا     | إيطاليا     |

## الألقاب والجوائز

### الملعقة الخشبية
| الفريق   | ملاعق خشبية | آخر ملعقة خشبية | HNC | FNC | SNC |
| -------- | ----------- | --------------- | --- | --- | --- |
| أيرلندا  | 25          | 1998            | 11  | 14  | 0   |
| إسكتلندا | 24          | 2015            | 5   | 15  | 4   |
| إنجلترا  | 19          | 1987            | 7   | 12  | 0   |
| ويلز     | 17          | 2003            | 6   | 10  | 1   |
| إيطاليا  | 15          | 2020            | —   | —   | 15  |
| فرنسا    | 13          | 2013            | —   | 12  | 1   |

#### الأمم الرئيسية والأمم الخمس
| الفريق   | ملاعق خشبية | سنوات الممنوحة |
| -------- | ----------- | --- |
| أيرلندا  | 25          | 1884، 1890، 1891، 1893، 1895، 1900، 1904، 1909، 1920، 1934، 1938، 1955، 1958، 1960، 1961، 1962، 1964، 1977، 1981، 1984، 1986، 1992، 1996، 1997، 1998 |
| إسكتلندا | 20          | 1902، 1911، 1930، 1932، 1935، 1936، 1939، 1947، 1952، 1953، 1954، 1956، 1959، 1965، 1968، 1971، 1978، 1979، 1985، 1994                               |
| إنجلترا  | 17          | 1887، 1899، 1901، 1903، 1905، 1906، 1907، 1931، 1948، 1950، 1966، 1972، 1974، 1975، 1976، 1983، 1987                                                 |
| فرنسا    | 9           | 1910، 1912، 1913، 1925، 1926، 1929، 1957، 1969، 1999                                                                                                 |
| ويلز     | 9           | 1889، 1892، 1937، 1949، 1963، 1967، 1990، 1993، 1995                                                                                                 |

لم تكتمل 1883 و1885 و1886 و1888 و1897 و1898 و1914 وتم تقاسم 1973 بين كل دولة.
يشير الخط الغليظ إلى أن الفريق لم يفز بأي مباريات.

#### الأمم الست
| الفريق   | ملاعق خشبية | سنوات الممنوحة                                                                           |
| -------- | ----------- | ---------------------------------------------------------------------------------------- |
| إيطاليا  | 15          | 2000، 2001، 2002، 2005، 2006، 2008، 2009، 2010، 2011، 2014، 2016، 2017، 2018، 2019، 2020 |
| إسكتلندا | 4           | 2004، 2007، 2012، 2015                                                                   |
| ويلز     | 1           | 2003                                                                                     |
| فرنسا    | 1           | 2013                                                                                     |
| إنجلترا  | 0           |                                                                                          |
| أيرلندا  | 0           |                                                                                          |

يشير الخط الغليظ إلى أن الفريق لم يفز بأي مباراة.

### جوائز اللاعبون
| عام  | الفائز              |
| ---- | ------------------- |
| 2004 | جوردون دارسي        |
| 2005 | مارتن ويليامز       |
| 2006 | بريان أودريسكول     |
| 2007 | بريان أودريسكول (2) |
| 2008 | شين ويليامز         |
| 2009 | بريان اودريسكول (3) |
| 2010 | تومي بو             |
| 2011 | أندريا ماسي         |
| 2012 | دان ليديات          |
| 2013 | لي هالفبيني         |
| 2014 | مايك براون          |
| 2015 | بول أوكونيل         |
| 2016 | ستيوارت هوغ         |
| 2017 | ستيوارت هوغ (2)     |
| 2018 | جاكوب ستوكديل       |
| 2019 | ألون وين جونز       |
| 2020 | أنطوان دوبون        |

## السجلات
يحمل الأيرلندي رونان أوجارا الرقم القياسي القياسي لتسجيل الأهداف برصيد 557 نقطة، ويحمل الإنجليزي جوني ويلكينسون حاليًا الرقم القياسي للنقاط الفردية في مباراة واحدة (35 نقطة ضد إيطاليا في عام 2001) وموسم واحد برصيد 89 (سجل في عام 2001).
الرقم القياسي للمحاولات في المباراة هو الأسكتلندي جورج ليندسي الذي سجل خمس محاولات ضد ويلز في عام 1887. سجل الإنجليزي سيريل لوي وإيان سميث الأسكتلندي الرقم القياسي في عدد المحاولات في موسم واحد بـ 8 محاولات (لوي في عام 1914، وسميث في عام 1925). الأيرلندي براين أودريسكول لديه الرقم القياسي في البطولات بـ 26 محاولة.
الرقم القياسي للمباريات هو الذي سجله الإيطالي سيرجيو باريزي، مع 69 مباراة،  منذ ظهوره الأول في بطولة الأمم الست عام 2004.
أكبر عدد من النقاط سجلها فريق في مباراة واحدة كان 80 نقطة سجلتها إنجلترا ضد إيطاليا عام 2001. وسجلت إنجلترا أيضًا أكبر عدد من النقاط على الإطلاق في موسم عام 2001 برصيد 229 نقطة، ومعظم المحاولات في موسم واحد بـ 29 نقطة. يحتفظ ويلز بالرقم القياسي لأقل عدد من المحاولات التي تم التنازل عنها خلال موسم واحد في حقبة الأمم الست، حيث تنازلت شباكه عن 2 فقط في 5 مباريات في عام 2008، لكن المنتخب الفرنسي الفائز بالبطولات الأربع الكبرى عام 1977 لم يتنازل عن المحاولة في مبارياته الأربع. يحتفظ ويلز بالرقم القياسي لأطول وقت دون أن يستقبل شباكه أي محاولة، في 358 دقيقة في بطولة 2013.

## الإدارة
تدار البطولة من المقر الرئيسي في دبلن في أيرلندا بواسطة Six Nations Rugby Ltd،  والتي تتحمل أيضًا مسؤولية جولات الأسود البريطانية والأيرلندية، أصبح بنيامين موريل الرئيس التنفيذي لبطولة الأمم الست اعتبارًا من 5 نوفمبر 2018،  ليحل محل جون فيحان الذي استقال في 20 أبريل 2018.

## وسائل الإعلام
قامت هيئة الإذاعة البريطانية (بي بي سي بتغطية البطولة منذ فترة طويلة في المملكة المتحدة، حيث قامت ببث جميع المباريات باستثناء مباريات إنجلترا على أرضها بين عامي 1997 و2002، والتي تم عرضها على الهواء مباشرة بواسطة قناة سكاي سبورتس مع أبرز الأحداث على بي بي سي.
بين عامي 2003 و2015 غطت بي بي سي كل المباريات على الهواء مباشرة إما على «بي بي سي وان» أو «بي بي سي تو» مع نقاط بارزة أيضًا على موقع بي بي سي سبورت وإما على بي بي سي Red Button أو في وقت متأخر من الليل على بي بي سي الثانية، وفي عام 2011 تم الإعلان عن تمديد تغطية بي بي سي للبطولة على التلفزيون والراديو والإنترنت حتى عام 2017.
في 9 يوليو 2015 كرد فعل على العطاءات المقدمة من Sky للحصول على الحقوق التي بدأت في 2018، أنهت BBC عقدها قبل موسمين وأعادت التفاوض على عقد مشترك مع ITV Sport للحصول على حقوق في الأمم الست من 2016 حتى 2021.
حصلت آي تي في على حقوق مباريات إنجلترا وإيرلندا وإيطاليا على أرضها بينما حصلت BBC على حقوق مباريات فرنسا واسكتلندا وويلز على أرضها، ومن خلال إنهاء عقدها مبكرًا وفرت BBC حوالي 30 مليون جنيه إسترليني بينما أنتج العقد الجديد 20 مليون جنيه إسترليني في الإيرادات الإضافية للدول الست. ومع اقتراب نهاية العقد ظهرت التكهنات مرة أخرى في عام 2020 بأن Sky تسعى للحصول على حقوق الدول الست من عام 2022 فصاعدًا؛ وبموجب قواعد Ofcom «الأحداث المدرجة» يمكن عقد حقوق البطولة بواسطة قناة تلفزيونية مدفوعة إذا تم توفير البث المتأخر أو الأحداث البارزة على التلفزيون المجاني.
وأفيد أن عرضاً من شركة CVC Equity Partners لشراء حصة في الدول الست قد أعاقه الرغبة في عقد بث أكثر ربحًا، حيث تم رفض دعوة لنقل الدول الست إلى الفئة أ (التي تتطلب تغطية حية لبث الهواء المجاني).
في أيرلندا قامت راديو وتلفزيون أيرلندا ببث البطولة منذ بدايتها واستمرت في ذلك حتى عام 201,7 بينما بثت قناة TG4 أبرز الأحداثن ومع ذلك في أواخر عام 2015، تم منح TV3 المنافس المجاني لشركة RTÉ حقوق كل مباريات الأمم الست على التلفزيون الأيرلندي من 2018 إلى 2021.
غطت فرانس تيليفيزيون المنافسة في فرنسا.
في إيطاليا من 2014 إلى 2017 بث DMAX من ديسكفري كوميونيكيشنز جميع المباريات وسوف تستمر حتى عام 2021
في الولايات المتحدة تبث NBC Sports المباريات باللغة الإنجليزية وتبث تي في 5 موند المباريات باللغة الفرنسية،  وفي ويلز تبث S4C مباريات تضم الفريق الويلزي الذي عرضته BBC باللغة الويلزية.

### البث الدولي

#### الدول المشاركة
| بلد              | المذيع                            | ملخص |
| ---------------- | --------------------------------- | --- |
| إنجلترا          | - بي بي سي سبورت - أي تي في سبورت | - جميع الألعاب المنزلية من فرنسا واسكتلندا وويلز على بي بي سي وان حتى عام 2021. - جميع الألعاب المنزلية من إنجلترا وأيرلندا وإيطاليا على ITV / STV حتى عام 2021. |
| اسكتلندا         | - بي بي سي سبورت - أي تي في سبورت | - جميع الألعاب المنزلية من فرنسا واسكتلندا وويلز على بي بي سي وان حتى عام 2021. - جميع الألعاب المنزلية من إنجلترا وأيرلندا وإيطاليا على ITV / STV حتى عام 2021. |
| أيرلندا الشمالية | - بي بي سي سبورت - أي تي في سبورت | - جميع الألعاب المنزلية من فرنسا واسكتلندا وويلز على بي بي سي وان حتى عام 2021. - جميع الألعاب المنزلية من إنجلترا وأيرلندا وإيطاليا على ITV / STV حتى عام 2021. |
| ويلز             | - بي بي سي سبورت - أي تي في سبورت | - جميع الألعاب المنزلية من فرنسا واسكتلندا وويلز على بي بي سي وان حتى عام 2021. - جميع الألعاب المنزلية من إنجلترا وأيرلندا وإيطاليا على ITV / STV حتى عام 2021. |
| S4C              | ألعاب ويلز باللغة الويلزية        | |
| فرنسا            | فرنسا 2                           | كل الألعاب. |
| جمهورية أيرلندا  | فيرجن ميديا وان                   | جميع المباريات حتى عام 2021. |
| إيطاليا          | DMAX                              | جميع المباريات حتى عام 2021 |

#### الدول غير المشاركة
| البلد/المنطقة | الناشر                                |
| --- | ------------------------------------- |
| دولي | تي في 5 موند (المباريات الفرنسية فقط) |
| ألبانيا | DigitAlb                              |
| كوسوفو | DigitAlb                              |
| آسيا (باستثناء الغرب) | RugbyPass                             |
| أستراليا | بي إن سبورتس                          |
| الشرق الأوسط وشمال إفريقيا - الجزائر - تشاد - جزر القمر - جيبوتي - إيران - العراق - الأردن - الكويت - لبنان - ليبيا - موريتانيا - المغرب - سلطنة عمان - فلسطين - قطر - السعودية - الصومال - السودان - سوريا - تونس - الإمارات العربية المتحدة - اليمن | بي إن سبورتس                          |
| البلقان - البوسنة والهرسك - كرواتيا - الجبل الأسود - مقدونيا - صربيا | ارينا سبورت ‏                          |
| دول البلطيق - إستونيا - لاتفيا - ليتوانيا | TVPlay Sports                         |
| كندا | دا زون                                |
| DACH - النمسا - ألمانيا - سويسرا | دا زون                                |
| ProSieben Maxx |                                       |
| قالب:بيانات بلد منطقة البحر الكاريبي | إي إس بي إن                           |
| أمريكا الجنوبية - الأرجنتين - بوليفيا - البرازيل - تشيلي - كولومبيا - الإكوادور - باراغواي - بيرو - الأوروغواي - فنزويلا | إي إس بي إن                           |
| التشيك | Nova Sport 1                          |
| سلوفاكيا | Nova Sport 1                          |
| فيجي | Fiji Broadcasting Corporation         |
| جورجيا | اتحاد الرجبي الجورجي ‏                 |
| مالطا | GO                                    |
| هولندا | زيجو سبورت ‏                           |
| نيوزيلندا | سكاي سبورت (نيوزيلندا) ‏               |
| دول الشمال - الدنمارك - فنلندا - النرويج - السويد | Nordic Entertainment Group            |
| بولندا | NC+                                   |
| البرتغال | سبورت تي في                           |
| رومانيا | Telekom Romania                       |
| روسيا | ماتش تي في                            |
| سلوفينيا | Šport TV ‏                             |
| إسبانيا | كنال+ ديبورتيس                        |
| أفريقيا جنوب الصحراء | SuperSport                            |
| الولايات المتحدة | إن بي سي سبورتس                       |

## الرعاية

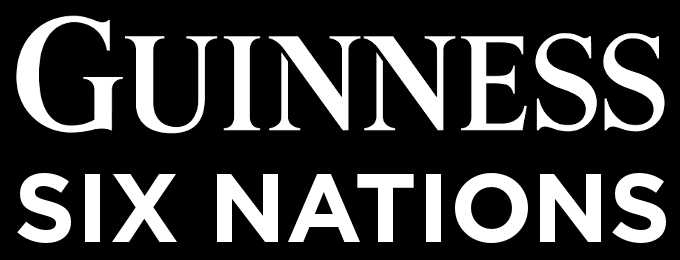
شعار بطولة الأمم الستة لموسوعة جينيس

حتى عام 1998 لم يكن للبطولة أي راعي لقب، وتم بيع حقوق الرعاية لمجموعة Lloyds TSB لبطولة 1999 وكانت المنافسة بعنوان Lloyds TSB 5 Nations وLloyds TSB 6 Nations حتى عام 2002.
تولت رويال بنك أوف سكوتلاند جروب الرعاية من عام 2003 حتى عام 2017، مع تسمية المسابقة بـ RBS 6 Nations، وتم البحث عن راعي لقب جديد لبطولة 2018 وما بعدها. ومع ذلك بعد الكفاح من أجل العثور على راع جديد وافق المنظمون على تمديد لمدة عام واحد بسعر مخفض، نظرًا للإلغاء التدريجي للعلامة التجارية RBS تم تسمية البطولة على اسم الشركة المصرفية التابعة NatWest لتصبح NatWest 6 Nations.
في 7 ديسمبر 2018 تم الإعلان عن غينيس كراعٍ جديد للبطولة مع تسمية المسابقة بـ Guinness Six Nations من 2019 إلى 2024.

## روابط خارجية
- الموقع الرسمي للأمم الست